# Khambo-lama
 (mars 2015).
Si vous disposez d'ouvrages ou d'articles de référence ou si vous connaissez des sites web de qualité traitant du thème abordé ici, merci de compléter l'article en donnant les références utiles à sa vérifiabilité et en les liant à la section « Notes et références ».

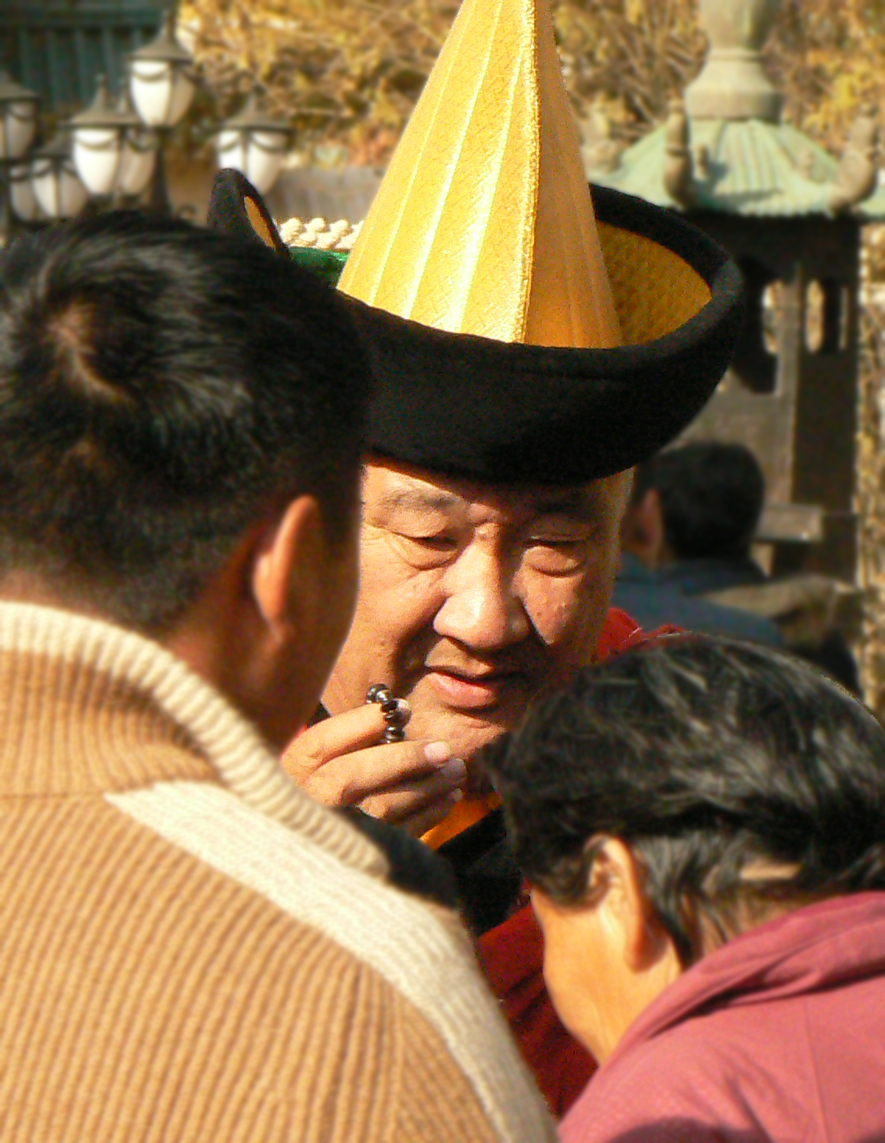
Khamba Demberelyn Choijamts. Le dernier Khambo-lama

Khambo lama (tibétain : མཁན་པོ་བླ་མ, Wylie : mkhan po bla ma ; Mongol cyrillique : Хамба лам ; russe : Хамбо-лама ; chinois : 堪布喇嘛 ; pinyin : kānbù lǎma) est le titre donné au doyen des lamas d'un monastère bouddhiste dans les régions mongoles, en Chine, Mongolie et Russie. Ce titre est dérivé du tibétain khenpo. 